# Carthage (Indiana)
Carthage è un comune degli Stati Uniti d'America, situato nello Stato dell'Indiana, nella contea di Rush.

## Storia
Carthage è stata pianificata nel 1834. Prende il nome dall'omonima città della Carolina del Nord. Un ufficio postale è in funzione a Carthage dal 1835.